# Mikaël Picon
Pour les articles homonymes, voir Picon (homonymie).
Mikaël Picon, né le 29 avril 1979 à Casablanca au Maroc, est un surfeur professionnel français.
En 2009, il crée la marque de sous-vêtements Moskova avec deux autres surfeurs Jérémy Florès et Patrick Beven ainsi que l'aide de Quiksilver.

## Biographie
Miky Picon a pris sa première vague en bodyboard à l'âge de quatre ans. C'est un enfant qui a grandi au Maroc. Il a fait ses premières armes sur les vagues de la plage des «Sablettes» de Mohammédia. Depuis son jeune âge et avant qu'il ne parte en compagnie de ses parents en France, il a laissé paraître des prédispositions certaines de qualité de surf.
Son premier pro contest (WQS) s'est déroulé en Guadeloupe lorsqu'il a seize ans, il est parvenu jusqu'en 8e de finale.
Mikael Picon est devenu le second Français à accéder dans les 45 meilleurs mondiaux.
Mikaël Picon parvient finalement en 2006 à s'imposer au sein de l'élite mondiale du surf professionnel, le WCT. Cependant, il finit l'année avec une 38e place ne lui permettant pas de se qualifier à nouveau.
Après être devenu le troisième européen (après l'anglais Martin Potter et le français Eric Rebière) de l'histoire à rejoindre l'élite mondial du surf (WCT) en 2006, le rider de Capbreton est redescendu à l'échelon inférieur, le championnat WQS, en 2007. À 27 ans, Mikael Picon peine en ce début de saison. Après trois épreuves, on le retrouve à une petite 14e place dans le championnat, sans performance significative à son actif. L'opération "retour dans le Dream Tour " a mal débuté. "Cela va être dur", admet-il. Il y a beaucoup d'événements et un nombre incroyable de surfeurs en compétition. "Mais j'ai la foi. L'envie de retrouver l'élite est forte ", a-t-il confié.
Finalement il terminera 15e et remontera dans l'élite en 2008.

## Carrière

### Titres
- 1999 : Champion d'Europe EPSA
- 1998 : Champion d'Europe EPSA

### Victoire
- 2001 : Reef Brazil Classic, Joaquina, Florianópolis, Brésil (WQS)

### Sa saison 2009 ASP World Tour
2009 est sa 3e année dans l'ASP World Tour
| Date                      | Compétition                   | place | points |
| ------------------------- | ----------------------------- | ----- | ------ |
| 28 février-11 mars        | Quiksilver Pro                | 33    | 225    |
| 7 avril-19 avril          | Rip Curl Pro Surf             | 33    | 225    |
| 9 mai-20 mai              | Billabong Pro Teahupoo        | 33    | 225    |
| 27 juin-5 juillet         | Hang Loose Santa Catarina Pro | 17    | 410    |
| 9 juillet-19 juillet      | Billabong Pro Jeffreys        | 17    | 410    |
| 11 septembre-20 septembre | Boost Mobile Pro of Surf      | 17    | 410    |
| 23 septembre-4 octobre    | Quiksilver Pro France         | 33    | 225    |
| 5 octobre-17 octobre      | Billabong Pro                 | 17    | 410    |
| 19 octobre-28 octobre     | Rip Curl Pro Search           | 17    | 410    |
| 8 décembre-20 décembre    | Billabong Pipeline Masters    | 17    | 410    |
|                           | classement                    | 36    | 2910   |

non-requalifié pour l'ASP World Tour 2010.

### Saison 2008
- 17e Quiksilver Pro, Gold Coast, Australie
- 33e Rip Curl Pro Surf, Bells Beach, Australie
- 9e Billabong Pro Teahupoo, Tahiti
- 17e Globe WCT Fiji, Fidji
- 33e Billabong Pro Jeffreys, Jeffreys, Afrique du Sud
- 9e Rip Curl Pro Search Bali, Indonésie
- 17e Boost Mobile Pro of Surf, Trestles, États-Unis
- 33e Quiksilver Pro France, Hossegor, France
- 9e Billabong Pro Mundaka Mundaka, Espagne

Termine 21e avec 4131 pts et se requalifie pour 2009.

### WCT
- 2008 : 21e
- 2007 : Non qualifié
- 2006 : 38e rétrogradé en WQS,

### WQS
- 2007 : 15e du WQS, ce qui lui permet d'intégrer l'ASP World Tour 2008 (Il rejoint ainsi Jérémy Florès dans l'élite mondiale, 2 autres Européens le suivent dans cette montée le Portugais Tiago Pires et le Basque Aritz Aramburu respectivement 5eet 6e du WQS 2007)
- 2005 : 14e ce qui lui permet d'intégrer l'ASP World Tour l'année suivante.
- 2004
- 2003 : 50e
- 2002 : 33e
- 2001 : 35e